# Parque nacional Yoshino-Kumano
El parque nacional Yoshino-Kumano (en japonés: 吉野熊野国立公園 Yoshino Kumano Kokuritsu Kōen) es un parque nacional que comprende varias áreas no contiguas entre ellas las prefecturas de Mie, Nara, y Wakayama, en el país asiático de Japón. Establecido en 1936, el parque incluye el monte Yoshino, famoso por sus flores de cerezos, así como por elementos de los Sitios Patrimonio de la Humanidad y rutas de peregrinación de los Montes Kii.
Cabe destacar los lugares de interés como la Quebrada de Dorokyō, Kumano Hongu Taisha, el Parque Marino Kushimoto, el Monte Ōdaigahara, el Monte Omine, el Monte Yoshino, y las cataratas de Nachi.

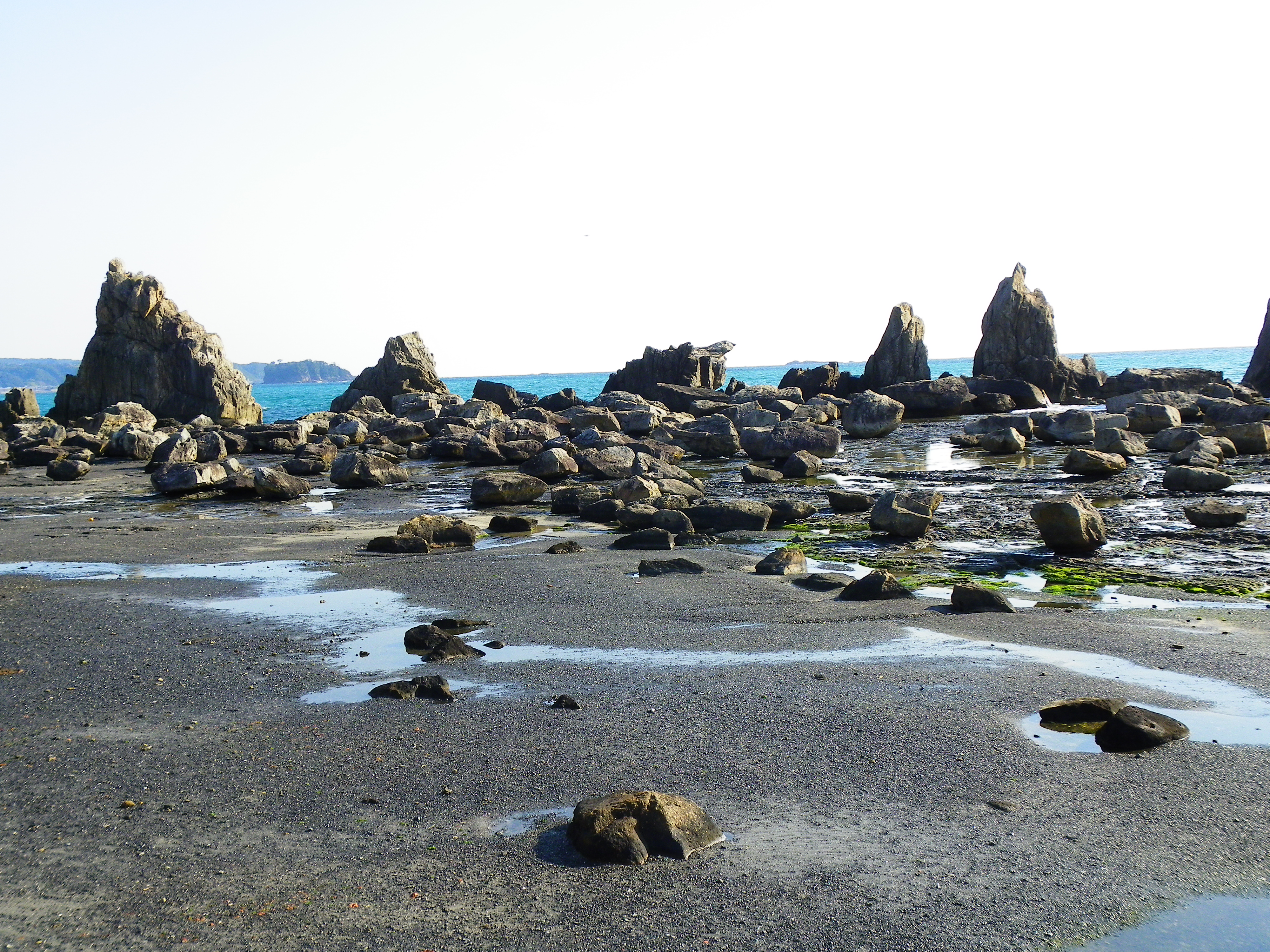
Vista del parque nacional